# Caumont (Aisne)
Caumont település Franciaországban, Aisne megyében. Lakosainak száma 546 fő (2022. január 1.). Caumont Béthancourt-en-Vaux, Chauny, Commenchon, Neuflieux, Ognes, Ugny-le-Gay és Villequier-Aumont községekkel határos.

## Népesség
A település népességének változása:
| Lakosok száma | 252  | 371  | 482  | 547  | 569  | 559  | 546  | 545  | 545  | 546  |
|               | 1968 | 1982 | 1990 | 2006 | 2013 | 2015 | 2017 | 2019 | 2020 | 2022 |